# 大宝村 (滋賀県)
大宝村（たいほうむら）は、滋賀県栗太郡にあった村。現在の栗東市の北西部、東海道本線（琵琶湖線）・栗東駅の周辺にあたる。

## 地理
- 河川：中ノ井川、百々川

## 歴史
- 1889年（明治22年）4月1日 - 町村制の施行により、蜂屋村・野尻村・綣村・苅原村・笠川村・小平井村・霊仙寺村・北中小路村・十里村の区域をもって発足。
- 1954年（昭和29年）10月1日 - 治田村・葉山村・金勝村と合併して栗東町が発足。同日大宝村廃止。

## 交通

### 鉄道路線
村域を東海道本線が通過したが、駅は所在しなかった。栗東駅は当時は未開業。また、現在は旧村域を東海道新幹線が通過するが、当時は未開業。